# 籠尾良雄
籠尾良雄（かごおよしお、1934年3月10日 ‐ 2002年11月23日）は、日本の高校野球指導者。高知県出身。

## 来歴
現在の土佐市（旧宇佐町）生まれ。土佐中学校・高等学校に進学。高校では野球部に入らず、溝淵峯夫監督からコーチ術を学び、休日に帰郷して宇佐中学校で教えていた。早稲田大学教育学部でも野球部に入らず森茂雄監督にコーチ術を学び、宇佐中学校野球部監督として指導していた。当時の教え子に片田謙二、横山小次郎、有藤通世、浜村孝、山下司、井本隆がいる。卒業後は帰郷して中学校教師となり、1963年に高知市立高知商業高等学校教諭に転じたが、野球部の部長しか空きがないため1学期で退職、母校の土佐高校教諭に転じた。同年秋、部員12人で四国大会を制し、2人の新規部員を含めて14人で翌年の第36回選抜高等学校野球大会に出場。1966年にも部員12人で第38回選抜高等学校野球大会に出場し、準優勝を果たし、純白のユニフォームと攻守交代時の全力疾走で強烈なインパクトを残した。進学校のために部員も少ないが、野球部のグラウンド隣に寮を建設、寮では英語の補習を行っていた。1993年8月限りで監督を勇退。翌年に同校教頭となり、1996年に退職。2002年11月23日、肺炎のため68歳で死去した。